# Соломон (војсковођа)
Соломон (убијен 544) је био византијски војсковођа током владавине цара Јустинијана I.
Рођен у пограничним крајевима на истоку Византијског царства, Соломон је у детињству доживео повреду усред које је остао евнух. Био је у Велизаревој пратњи 533. током похода против Вандала у Северној Африци. Након тога, од 534. до 536. био је преторијански префект Афричке префектуре и уједно врховни заповедник војске у Африци (magister militum per Africam). Услед побуне војника 536. Соломон је повучен у Цариград, док је његов положај преузео Јустинијанов рођак Герман.
Соломон се вратио у Африку по царевом налогу 539. и успешно је повео борбу против одметнутих берберскох племена. Такође, подигао је и низ утврђења ради одбране византијских провинција у Африци. Међутим, нова велика борба са Берберима је уследила 543. године, а Соломон је отуђио своје војнике одбијајући да им раздели ратни плен пре окончања ратовања. На крају је у одсудној бици код Цилијума 544. напуштен од већине војника и убијен. Соломонов пријатељ Прокопије из Цезареје описао га је као храброг и способног војсковођу. Бербере је умирио тек Јован Троглита 548. године.